# Adam Kinzinger

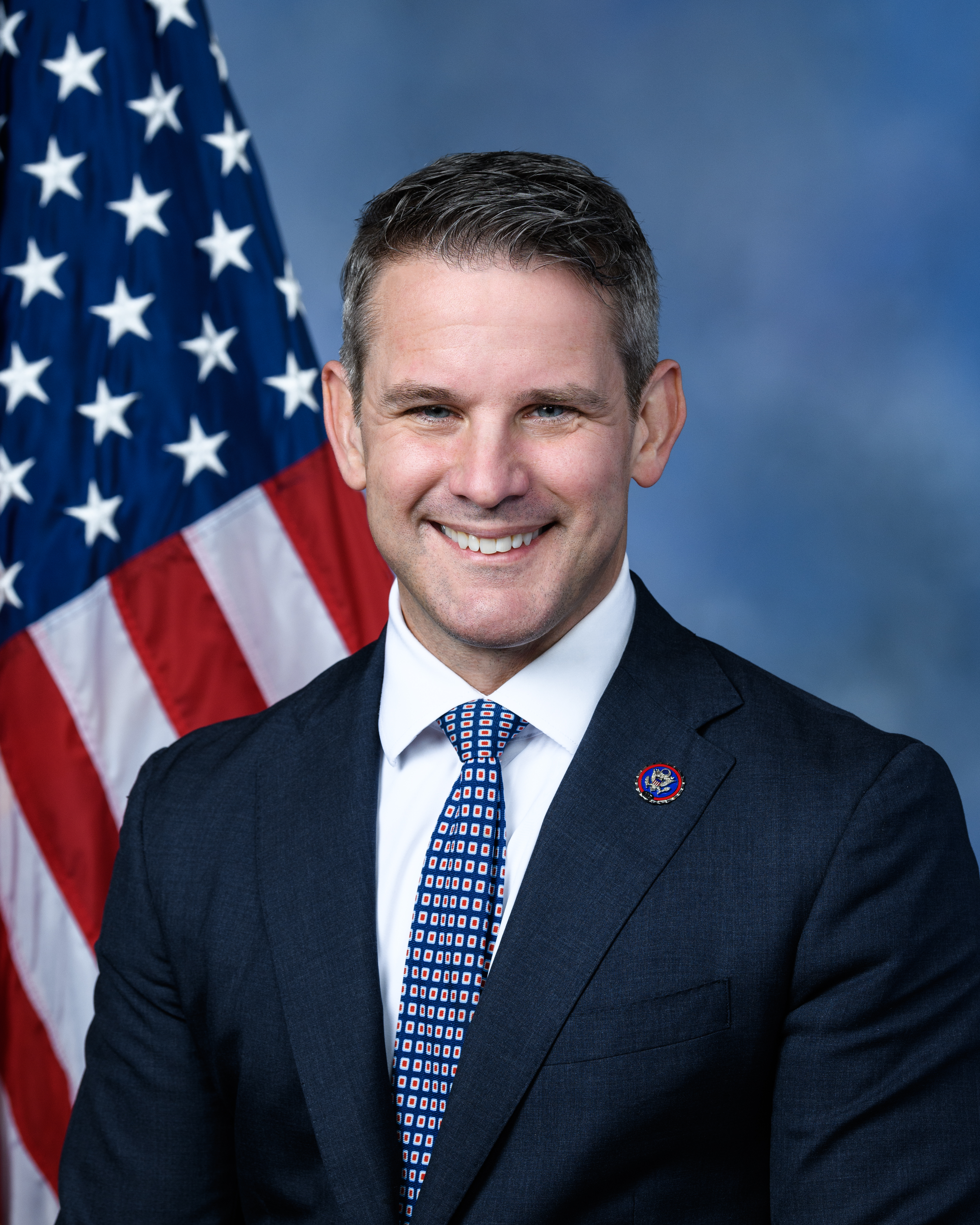
Adam Kinzinger (2021)

Adam Daniel Kinzinger (* 27. Februar 1978 in Kankakee, Illinois) ist ein US-amerikanischer Politiker (Republikanische Partei). Zwischen Januar 2011 und Januar 2023 vertrat er den 16. Distrikt des Bundesstaats Illinois im US-Repräsentantenhaus.

## Privatleben
Adam Kinzinger besuchte bis 1996 die Normal West High School und studierte danach bis zum Jahr 2000 an der Illinois State University in Bloomington. Zwischen 2003 und 2010 gehörte er als Pilot der United States Air Force an. Er flog zuerst eine Boeing KC-135 Stratotanker und später eine Fairchild C-26 Metroliner. Dabei war er unter anderem im Irak und in Afghanistan eingesetzt.
2007 erhielt er die United States Air Force Airman’s Medal, nachdem er in Downtown Milwaukee einer jungen Frau, die Opfer eines Messerangriffs wurde, das Leben gerettet, den Täter überwältigt und bis zum Eintreffen der Polizei am Boden festgehalten hatte. Kinzinger ist Mitglied der Air National Guard im Rang eines Lieutenant Colonel.
Er lebt mit seiner Frau und seinem Kind in Channahon.

## Politik
Kinzinger begann seine politische Laufbahn im Bezirksrat des McLean County, dem er von 1998 bis 2003 angehörte, während er noch studierte.
Bei der Wahl im November 2010 wurde Kinzinger im elften Kongresswahlbezirk von Illinois in das US-Repräsentantenhaus in Washington, D.C. gewählt, wo er am 3. Januar 2011 die Nachfolge der ihm zuvor unterlegenen Demokratin Debbie Halvorson antrat. Im Kongress war er Mitglied im Ausschuss für Energie und Handel sowie in zwei Unterausschüssen. Innerparteilich gehört er sowohl dem konservativen Republican Study Committee als auch der moderaten Republican Main Street Partnership an.
Im Vorfeld der Kongresswahl 2012 setzte Kinzinger sich in der Primary gegen seinen Kongresskollegen Donald Manzullo durch. Beide bewarben sich nach einer Umstrukturierung der Wahlbezirke im 16. Distrikt um die Wiederwahl. Bei der eigentlichen Wahl setzte sich Kinzinger dann deutlich mit 62 zu 38 Prozent der Stimmen gegen die Demokratin Wanda Rohl durch. In den Jahren 2012 bis 2020 wurde er viermal wiedergewählt. Seine insgesamt fünfte Legislaturperiode im Repräsentantenhaus des 117. Kongresses lief bis zum 3. Januar 2023.
Am 29. Oktober 2021 gab Kinzinger bekannt, 2022 nicht erneut für den Kongress zu kandidieren. Seine Nachfolge trat sein Parteikollege Darin LaHood an.

### Positionen
Während des Präsidentschaftswahlkampfes 2015/16 positionierte sich Kinzinger als Gegner des späteren Präsidenten Donald Trump, der nach Ansicht Kinzingers „zu viele rote Linien überschritten“ habe. Während der Amtszeit Trumps stimmte Kinzinger insgesamt 91,7 Prozent von dessen Gesetzesvorhaben zu, wobei die Quote im 116. Kongress ab Januar 2019 auf 83,5 Prozent sank. Im Juni 2020 gehörte Kinzinger zu den Unterzeichnern eines Briefes an den Präsidenten, in dem sich sechs republikanische Abgeordnete gegen den Abzug von US-Soldaten aus Deutschland wandten. 2024 schloss er sich im Vorfeld der US-Präsidentschaftswahl der Kampagne „Republicans for Harris“ an, um die demokratische Kandidatin Kamala Harris zu unterstützen und eine erneute Präsidentschaft Donald Trumps zu verhindern.

### Impeachment gegen Trump
Nach dem Sturm auf das Kapitol in Washington 2021 rief Kinzinger zu einer Amtsenthebung von US-Präsident Trump auf. Dazu solle der 25. Verfassungszusatz angewendet werden: „Alles deutet darauf hin, dass der Präsident sich losgelöst hat, nicht nur von seiner Pflicht oder sogar seinem Eid, sondern von der Realität selbst.“ Kinzinger war einer der zehn republikanischen Abgeordneten des Repräsentantenhauses, die für die Amtsenthebung von Donald Trump stimmten.
Er und Liz Cheney waren die einzigen republikanischen Abgeordneten in dem neunköpfigen Untersuchungsausschuss, der den Sturm auf das Kapitol in Washington am 6. Januar 2021 untersuchte. Für die Mitwirkung an diesem Untersuchungsausschuss wurde er am 5. Februar 2022 vom obersten republikanischen Parteigremium, dem Republican National Committee (RNC), gerügt. In einem Interview mit dem Fernsehsender ABC berichtete Kinzinger, er habe wegen seiner Teilnahme an dem Ausschuss gegen ihn und seine Angehörigen gerichtete Morddrohungen erhalten.

### Ausschüsse
Kinzinger war zuletzt Mitglied in folgenden Ausschüssen des Repräsentantenhauses:
- Committee on Energy and Commerce
  - Communications and Technology
  - Energy
- Committee on Foreign Affairs
  - Europe, Energy, the Environment, and Cyber
  - Middle East, North Africa, and Global Counterterrorism
- Select Committee to Investigate the January 6th Attack

## Dokumentarfilm
Der Dokumentarfilm The Last Republican (2024) von Steve Pink zeigt Kinzingers Erlebnisse vom Sturm auf das Kapitol am 6. Januar 2021 bis zum Ende seiner Amtszeit im Repräsentantenhaus im Januar 2023.